# Джинсы

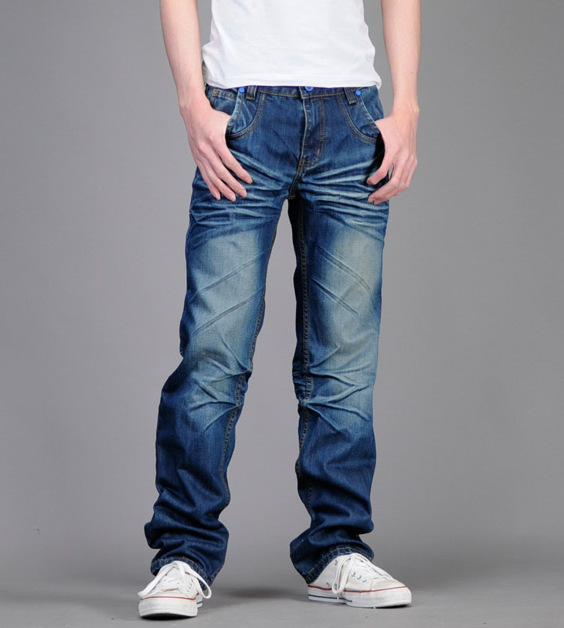
Мужские джинсы

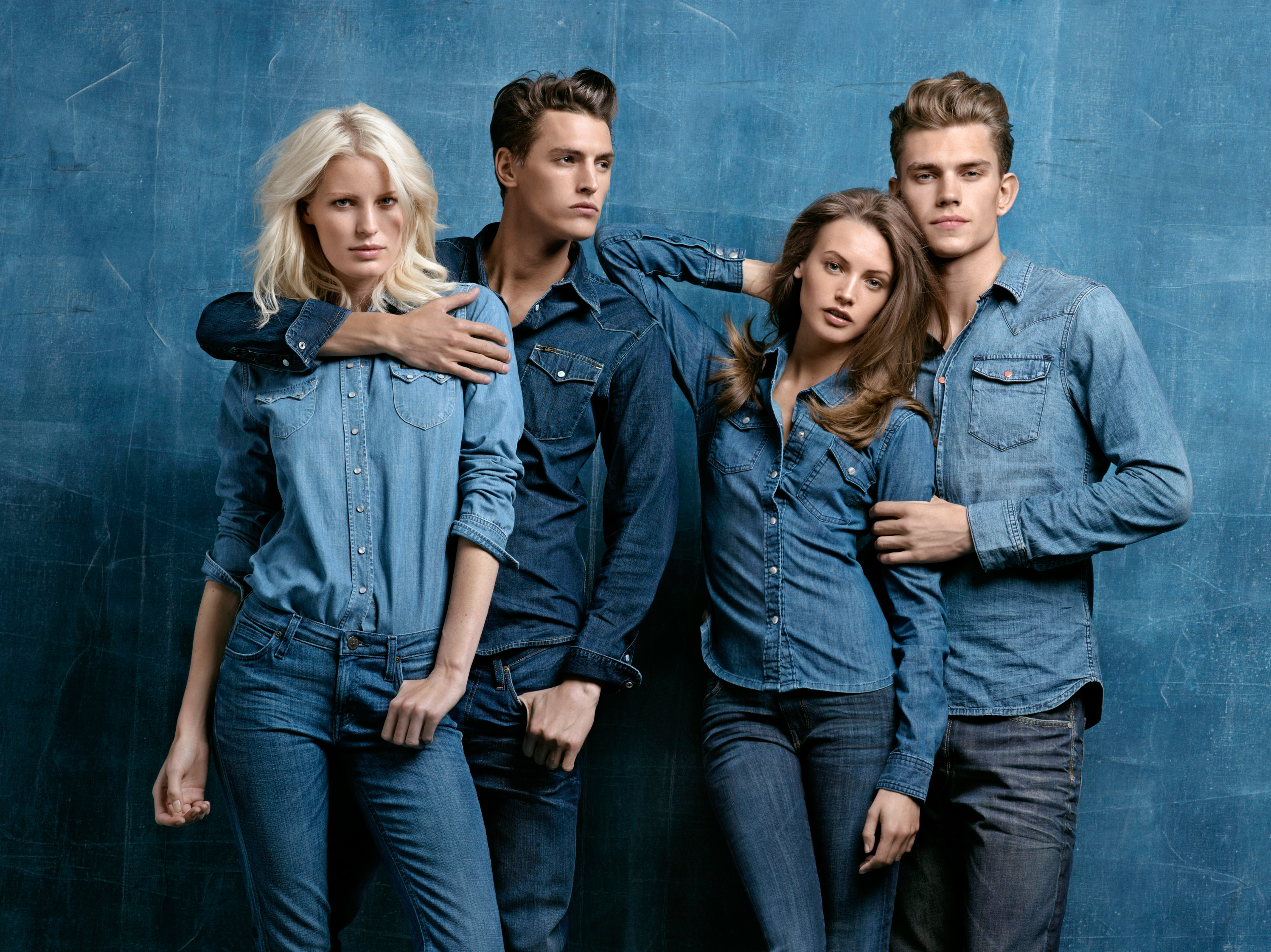
Джинсовая одежда

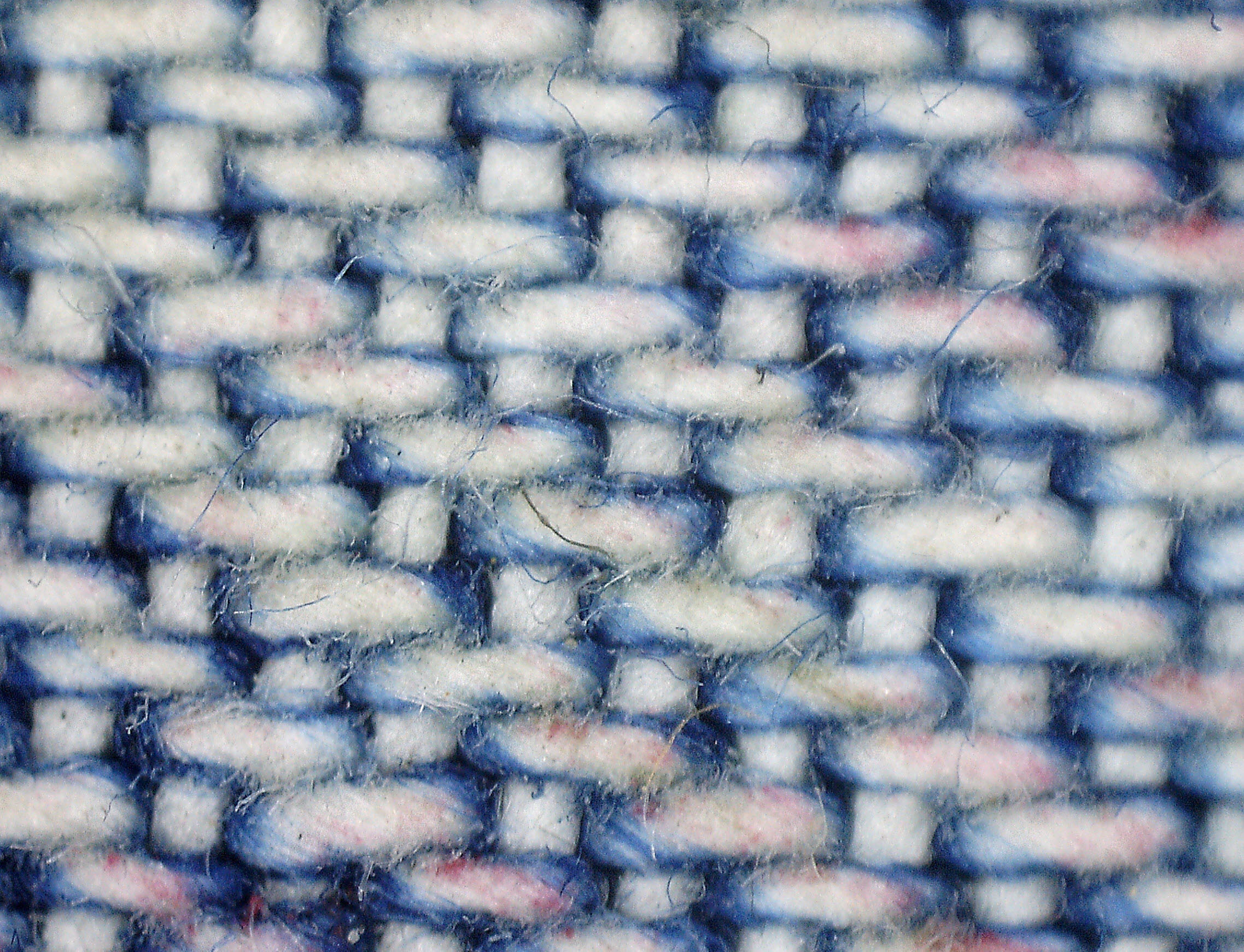
Микроскопическое изображение выцветшей джинсовой ткани

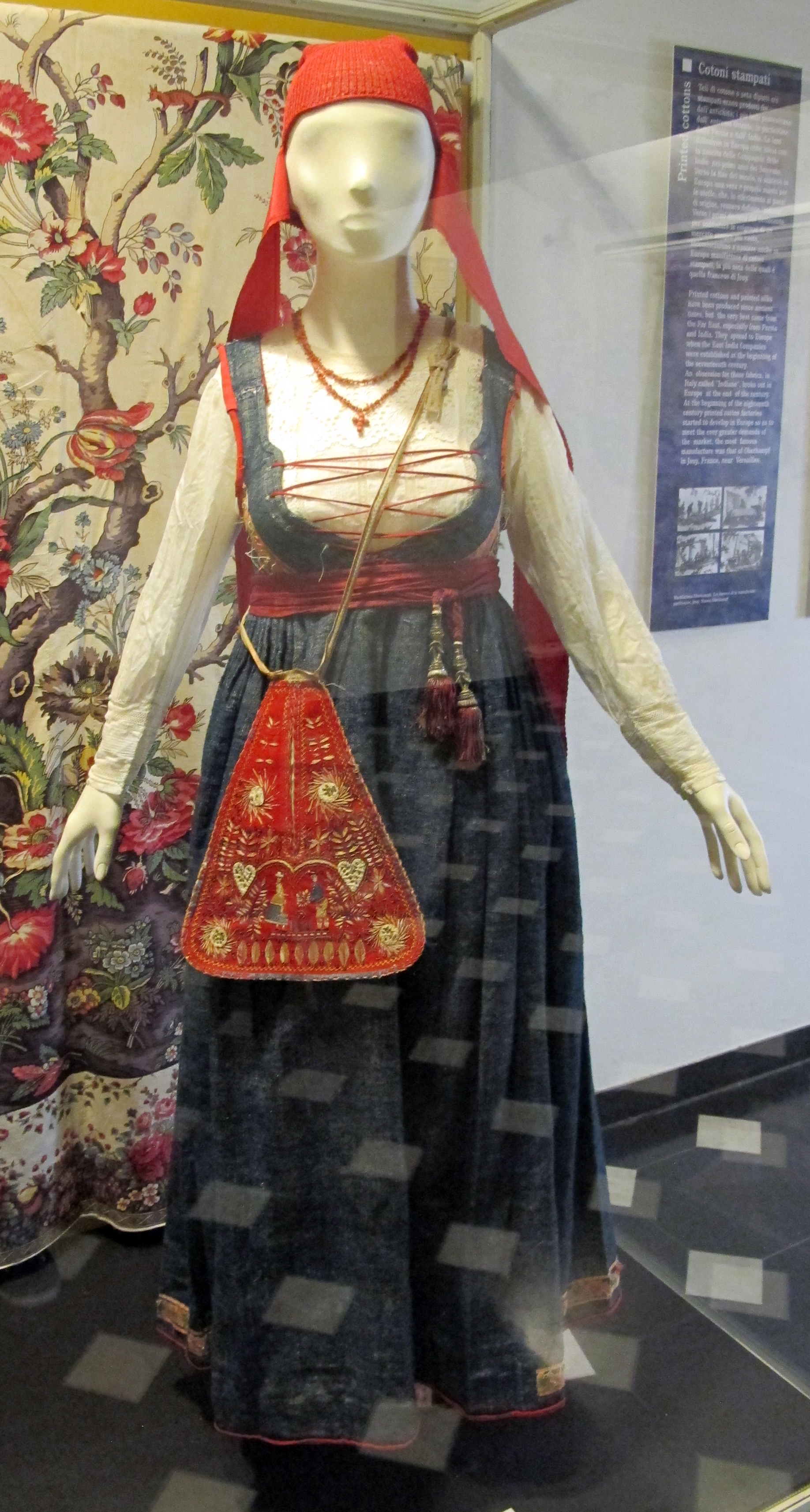
Традиционное женское генуэзское платье из синей джинсовой ткани (1890-е годы)

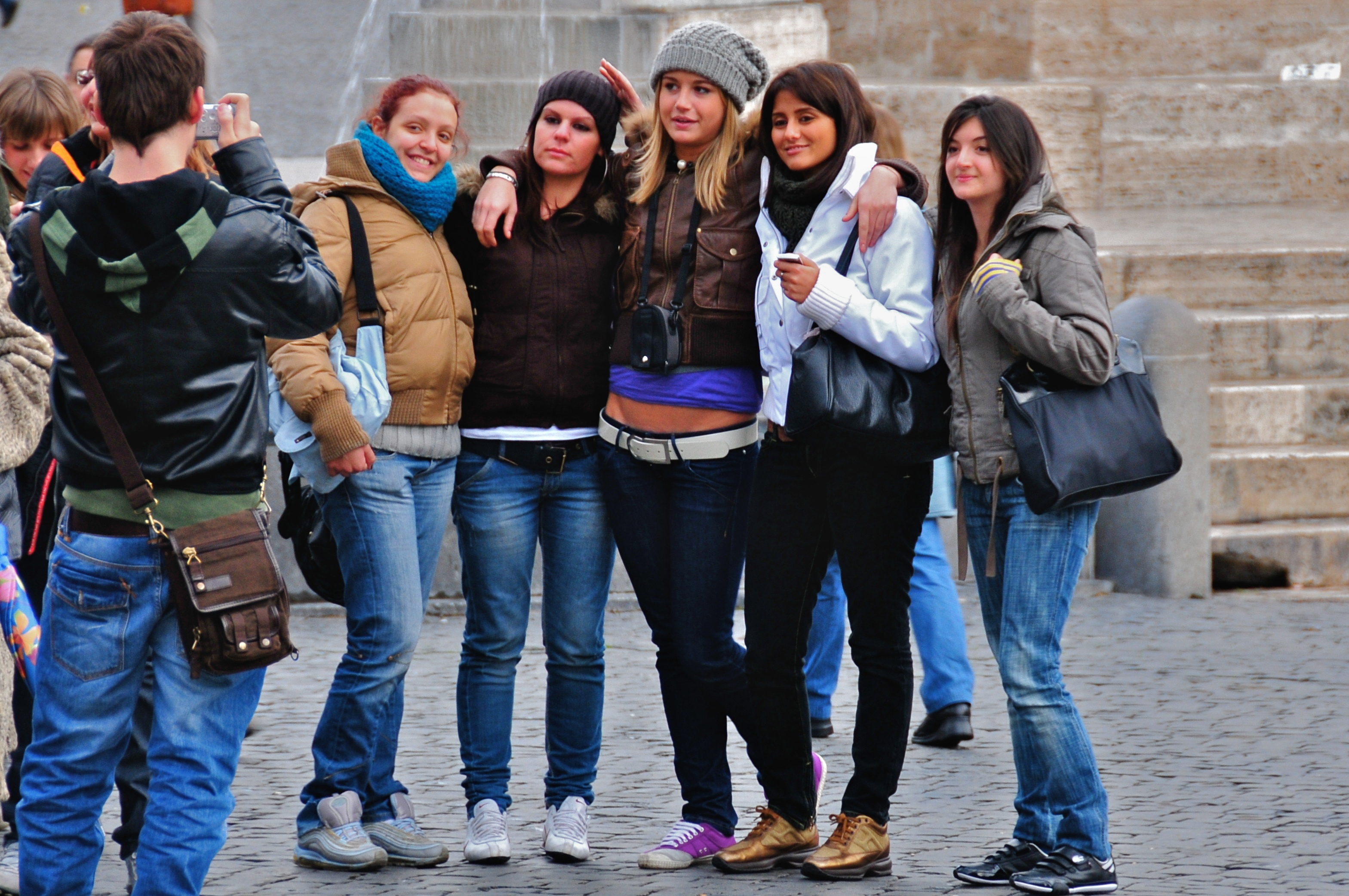
Молодые люди, носящие различные стили джинсов, в том числе :en:carpenter jeans, bootcut jeans, :en:drainpipe jeans и lowrise jeans. (Рим, 2008)

Джинсы — брюки из плотной хлопчатобумажной ткани с проклёпанными стыками швов на карманах. Впервые массово изготовлены почти одновременно во всех странах, ходивших под парусами, в XVII веке моряками из отходов порвавшихся парусов. Изначально были некрашеными, синими они стали после того, как самым дешёвым красителем стал цвет «индиго». Впервые изготовлены в 1853 году Ливаем Страуссом в качестве рабочей одежды для фермеров.
Первоначально джинсы шили из конопляной парусины английского или американского производства, значительно подешевевшей ввиду упадка парусного флота. Именно благодаря этому материалу джинсы завоевали славу исключительно прочной одежды. В дальнейшем конопля была вытеснена хлопком, и к началу «джинсовой революции» в мировой моде (1960-е годы) конопляная ткань уже массово не применялась в их производстве.

## Этимология
Слово «джинсы» представляет собой русское образование на базе американизма jeans. Ещё в XVI веке в Европе была известна хлопчатая саржа диагонального переплетения jean, особый вид генуэзской бумазеи. Из итальянского слова «gene» в старофранцузском появилось «jane» и уже оттуда перешло в английский язык.
Название материала образовалось от топонима «Генуя». Саму ткань вырабатывали во Франции, в городе Ним (de Nîmes), Генуя поставляла краситель — индиго.
Слово вошло в русский язык во второй половине XX века.

## История
Историки уже давно проследили происхождение джинсов по их названиям в английском языке: denim и jeans. Первое указывает на французский город Ним, который славился своими прочными тканями, второе — на итальянскую Геную с её текстильными фабриками.
Первые джинсы появились у американских грузчиков. Имелось 5 карманов — 4 кармана для различных вещей, а 5-й, маленький, — для хранения карманных часов или зажигалки, а также различных мелочей вроде капсюлей для оружия или золотых самородков. Археологические изыскания пока ничего не дали, а в письменных источниках сохранились только отрывочные сведения о том, что в середине XVII века из Генуи в Северную Европу (особенно в Англию) осуществлялись поставки дешёвой ткани этого типа. Изображения, предположительно, джинсовой одежды (женщина в джинсовой юбке и мальчик в джинсовой куртке, сквозь прорехи которой видна светлая подкладка) обнаружены искусствоведами на картинах неизвестного итальянского мастера середины XVII века, условно названного «Мастером голубых джинсов».
В Великобританию из Генуи ввозили ткань, которая позднее получила название «деним», шили штаны и продавали их по всей Европе под названием «джейн» или «джин».
В 1750 году Джон Холкер создал «Книгу образцов текстильной промышленности Франции», где были описаны и изображены восемь моделей брюк, напоминающих современные джинсы.
Около 1300 года н. э. во французском городе Ниме изготовляли полотно serge de Nimes. Через 150 лет из этой ткани под названием «denim» начали шить джинсы. Около 1492 года экспедиция Христофора Колумба отправилась на поиски нового пути в Индию. Паруса на кораблях также были пошиты из ткани serge de Nimes.
1597 год — итальянские матросы из города Генуя носили штаны из парусины. Со временем штаны из парусины стали называть «дженес» или, на американский манер, «джинс».
Практичные джинсы, появившись в середине XIX века как спецодежда ковбоев и золотоискателей, к сегодняшнему дню завоевали весь мир.
По мнению чешского историка Петра Андрле, первую джинсовую ткань соткал чеха-моравский промышленник Густав Марбург в городе Брунтале. Эту ткань он получил случайно из-за ошибки в технологии изготовлении парусины. Так как материала получилось много, то он решил продать его на выставке в Вене в 1876 году. Там её купил американский торговец, который и отвез её в город, где жил Ливай Страусс.
20 мая 1873 года Ливай Страусс, сын еврея-лоточника, за 20 лет до этого перебравшийся в Америку, получил патент № 139121 Бюро патентов и торговых марок США (US Patent and Trademark Office) на производство «рабочих комбинезонов без бретелей с карманами для ножа, денег и монет». К тому времени Страусс успешно торговал в Нью-Йорке тканями и в Калифорнию подался на пике «золотой лихорадки»: он рассчитывал шить из английской парусины штаны и сбывать их старателям. Штаны оказались востребованными — толстые, из хлопка, а не из кожи, чтобы их можно было стирать, и с тремя большими карманами — двумя впереди и одним сзади, и одним маленьким. Этот кармашек появился в 1873 году в джинсах Levi’s и предназначался для карманных часов. В каталогах Levi’s он до сих пор так и называется «watch pocket». Как краситель был избран самый стойкий на тот момент индиго (тёмно-синий). Первые джинсы стоили 1 доллар 46 центов.
В XXI веке становятся популярными джинсы с низкой посадкой.

## Классификация
Хотя у каждого производителя существует своя маркировка и классификация джинсов, существуют общераспространённые типы:

### Типы джинсов
| Фото | Название     | Описание |
| ---- | ------------ | --- |
|      | Slim Fit     | Слим — зауженный крой, полностью облегающие джинсы, линия талии немного завышена                                                                                          |
|      | Regular Fit  | Классические пятикарманные джинсы, стандартный крой, классические прямые от колена джинсы, или могут сужаться книзу                                                       |
|      | Relaxed Fit  | Свободный крой |
|      | Loose Fit    | Широкие джинсы-«трубы», свободные по всей длине, особенно внизу |
|      | Skinny       | Узкие, облегающие джинсы |
|      | Easy Fit     | Облегающие бёдра джинсы, немного зауженные к щиколотке, линия талии занижена                                                                                              |
|      | Straight Fit | Прямой крой. Джинсы с практически равной шириной по всей длине. Могут быть как узкие прямые, так и более свободные                                                        |
|      | Low Waist    | Заниженная талия |
|      | Boot Cut     | Удлинённые джинсы, плотно облегающие бёдра, штанина расширяется к щиколотке, линия талии занижена. Штанины немного расширены ниже колена, закрывают ботинки на два пальца |
|      | Baggy        | Джинсы стиля «бэгги» (их главным образом надевают рэперы), очень широкие, особенно в талии                                                                                |
|      | Capris       | Брюки длиной примерно до середины голени |
|      | Галифе       | Облегающие голени и сильно расширяющиеся на бёдрах |
|      | Джегинсы     | Очень обтягивающие, что-то среднее между джинсами и легинсами |
|      | Basic        | Классический крой, пять карманов, слегка заужены книзу, заправляются в сапоги или поверх (см. Вестерн)                                                                    |

### Типы штанины
| Фото | Название     | Описание                      |
| ---- | ------------ | ----------------------------- |
|      | 3D Leg       | Штанина 3D-покроя             |
|      | Slim Leg     | Штанина, облегающая щиколотку |
|      | Straight Leg | Штанина прямая по всей длине  |
|      | Tapered leg  | Штанина, зауженная книзу      |

### Типы гульфика
| Фото | Название   | Описание                           |
| ---- | ---------- | ---------------------------------- |
|      | Zip Fly    | Ширинка на молнии из металла       |
|      | Button Fly | Ширинка на пуговицах («На болтах») |

### Типы джинсовой ткани
Особенность джинсовой ткани, придающей ей характерный вид, заключается в способе окрашивания ткани. Как правило, окрашивается не вся ткань целиком, а перед прядением красится только одна из систем нитей, продольная, основная. Поперечная система нитей не окрашивается. Поэтому на изнаночной стороне ткань может выглядеть более бледной, чем с лицевой.
- Деним — самая дорогая ткань, грубая, после стирки становится мягче.
- Шамбри — разновидность денима.
- Ломаная саржа.
- Джин — дешёвая, равномерно окрашенная ткань, разновидность денима, нити переплетены по диагонали.
- Стретч (en) — хлопок с эластаном или лайкрой.
- Натуральный стретч — рами (китайская крапива), 45-55 %, c хлопком.
- Экрю (фр. écru) — неокрашенная хлопковая ткань, натуральная джинса.
- Археологи обнаружили в Перу ткань возрастом 6200 лет, окрашенную красителем индиго, который в наши дни используется для изготовления голубых джинсов[8].

## Джинсы в СССР
Джинсы впервые попали в СССР в 1957 году, во время Всемирного фестиваля молодёжи и студентов.
В первую очередь с джинсами познакомились жители Москвы и Ленинграда, где раньше всех начали появляться иностранные туристы и богатые студенты. Из этих двух столиц чаще выезжали делегации за границу. Поэтому западные вещи раньше всех появлялись у жителей именно этих городов и ряда портов — Одессы, Калининграда, Владивостока. Также именно в этих городах в 1964 году впервые стали открываться магазины «Берёзка», где в ассортименте имелись и джинсы.
В эти же годы джинсы начали упоминаться в произведениях отечественных писателей и поэтов: Василия Аксёнова, Евгения Евтушенко. В 1963 году во время известной встречи Хрущёва с творческой интеллигенцией Никита Сергеевич укорял Андрея Вознесенского за то, что тот явился на встречу в джинсах.
Некоторые фабрики в соцстранах и в СССР производили контрафакт с названием «техасы» (от штата Техас в США), но ткань и нитки были тонкими, быстро изнашивались, заклёпок не было, передние карманы были накладными, от настоящих джинсов была только двойная строчка. Позже контрафакт тёмно-серого цвета за 6 руб. выпустила и фабрика «Рабочая одежда», но нитки были тонкими, заклёпок не было, а ткань была не очень прочной.
Попадал в продажу и контрафакт из Индии, но ткань и нитки были тонкими, а заклёпки были слабыми, покрашенными чёрной эмалью.
В 1961 году фарцовщики Ян Рокотов и Владислав Файбишенко были расстреляны за валютные операции. Торговля джинсами фигурировала как один из пунктов обвинения (дело Рокотова — Файбишенко — Яковлева).
В 2013 году компания Rokotoff, основанная в Нью-Йорке продюсером Виталием Ализиером, в память о советских фарцовщиках выпустила джинсы под брендом Rokotov and Fainberg.
Весной 1983 года пошив советских джинсов под маркой «Тверь» был налажен в городе Калинине.

## Процесс производства

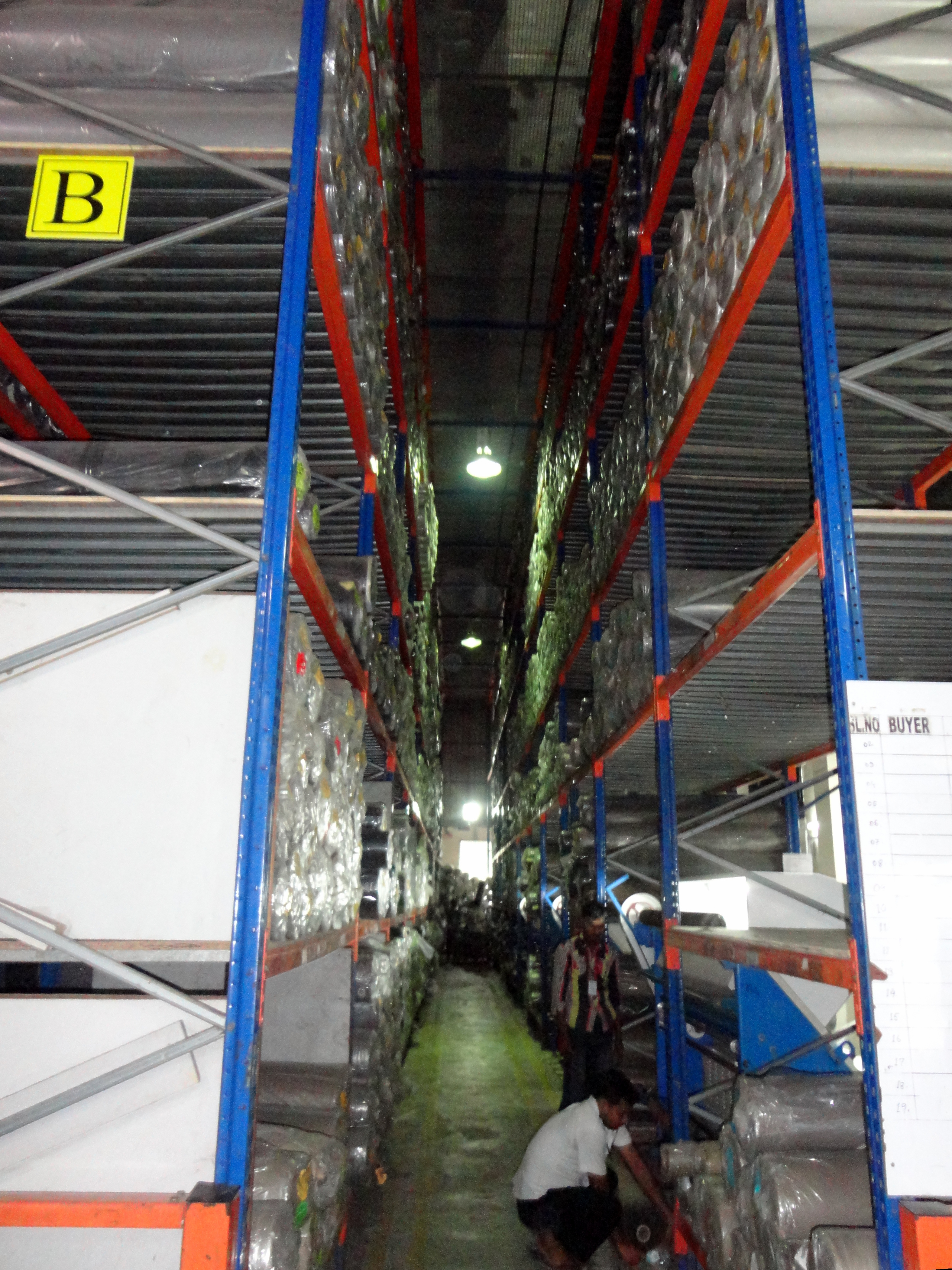
Хранение ткани
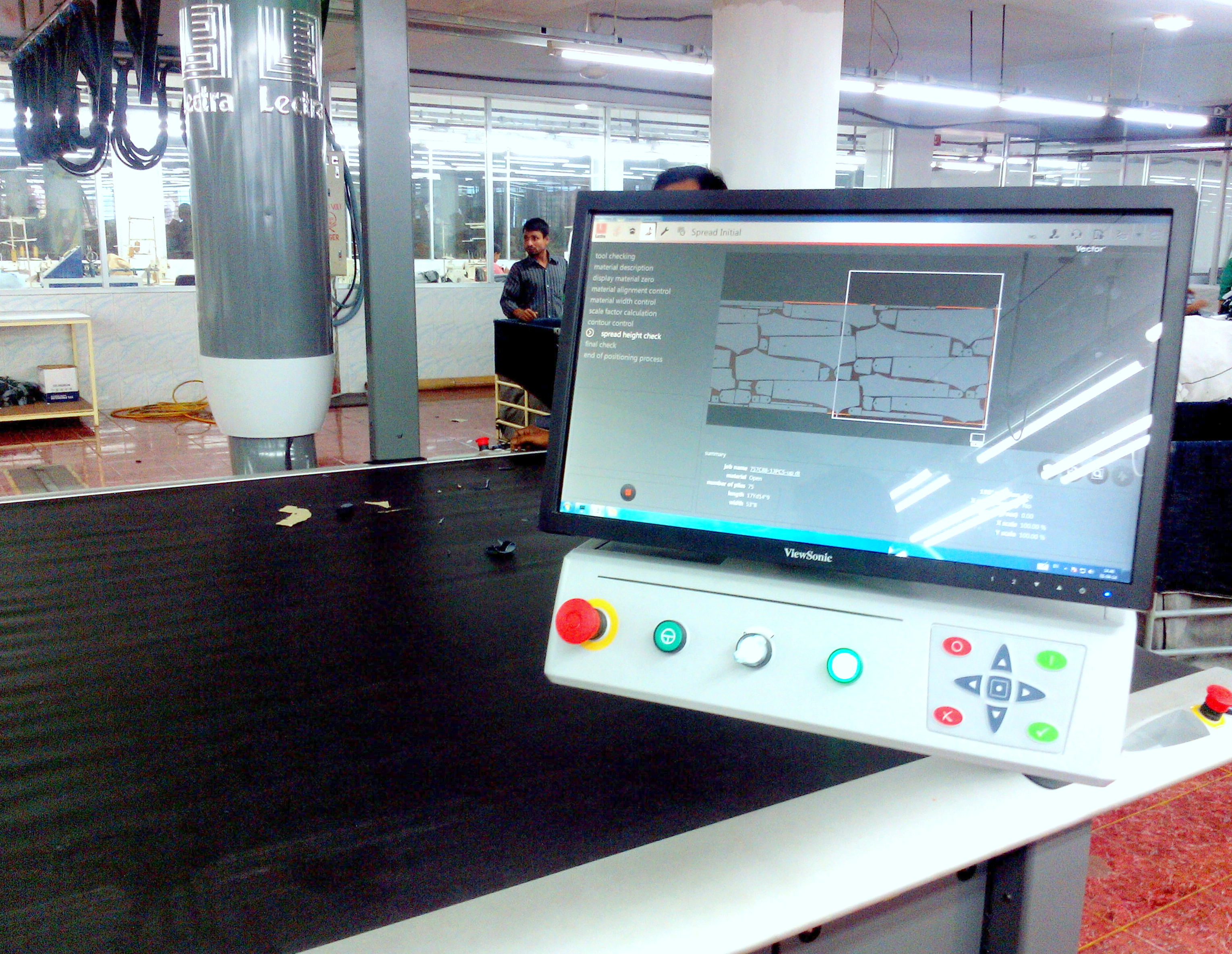
Автоматические машины для резки ткани
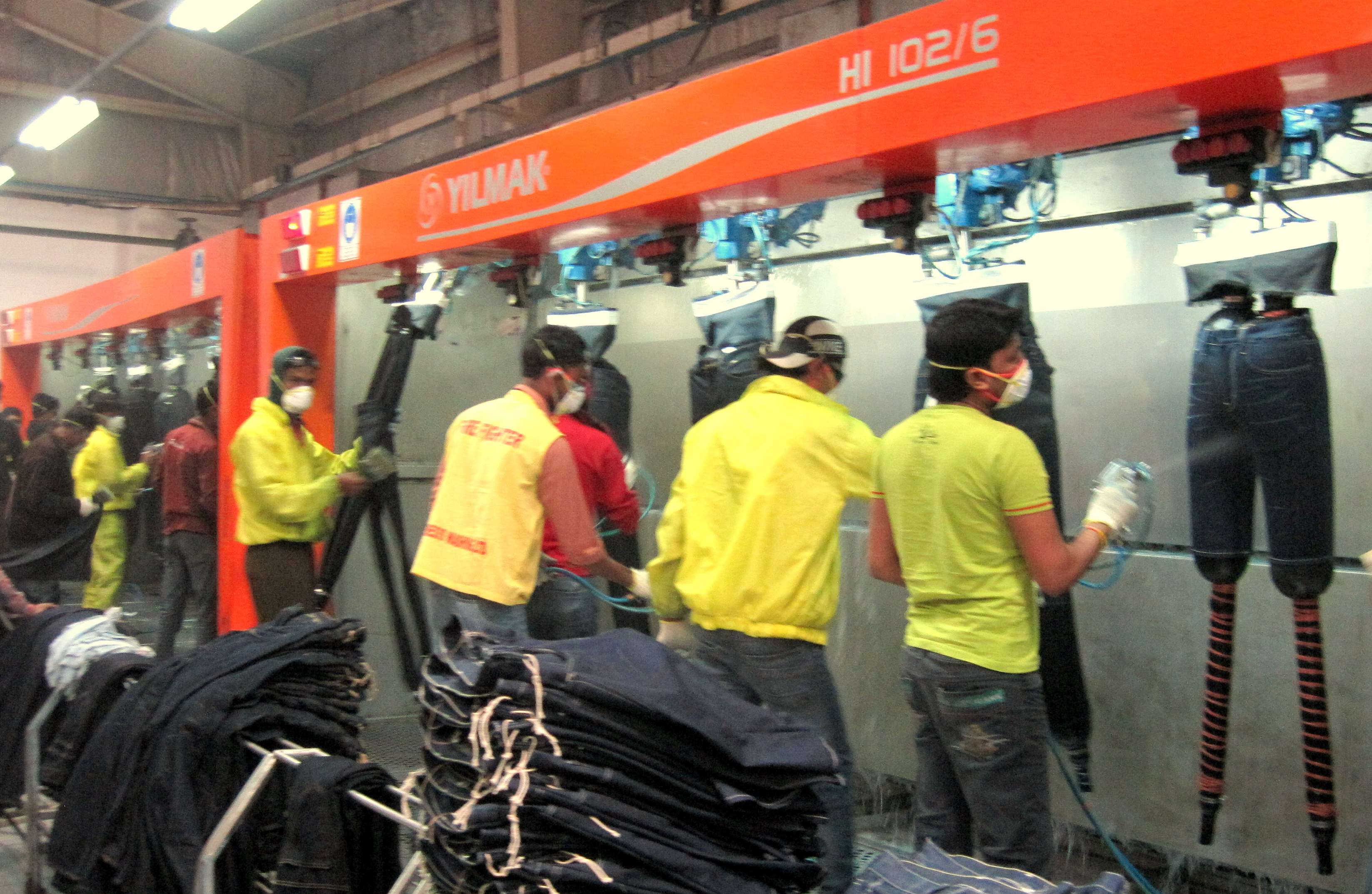
Покраска
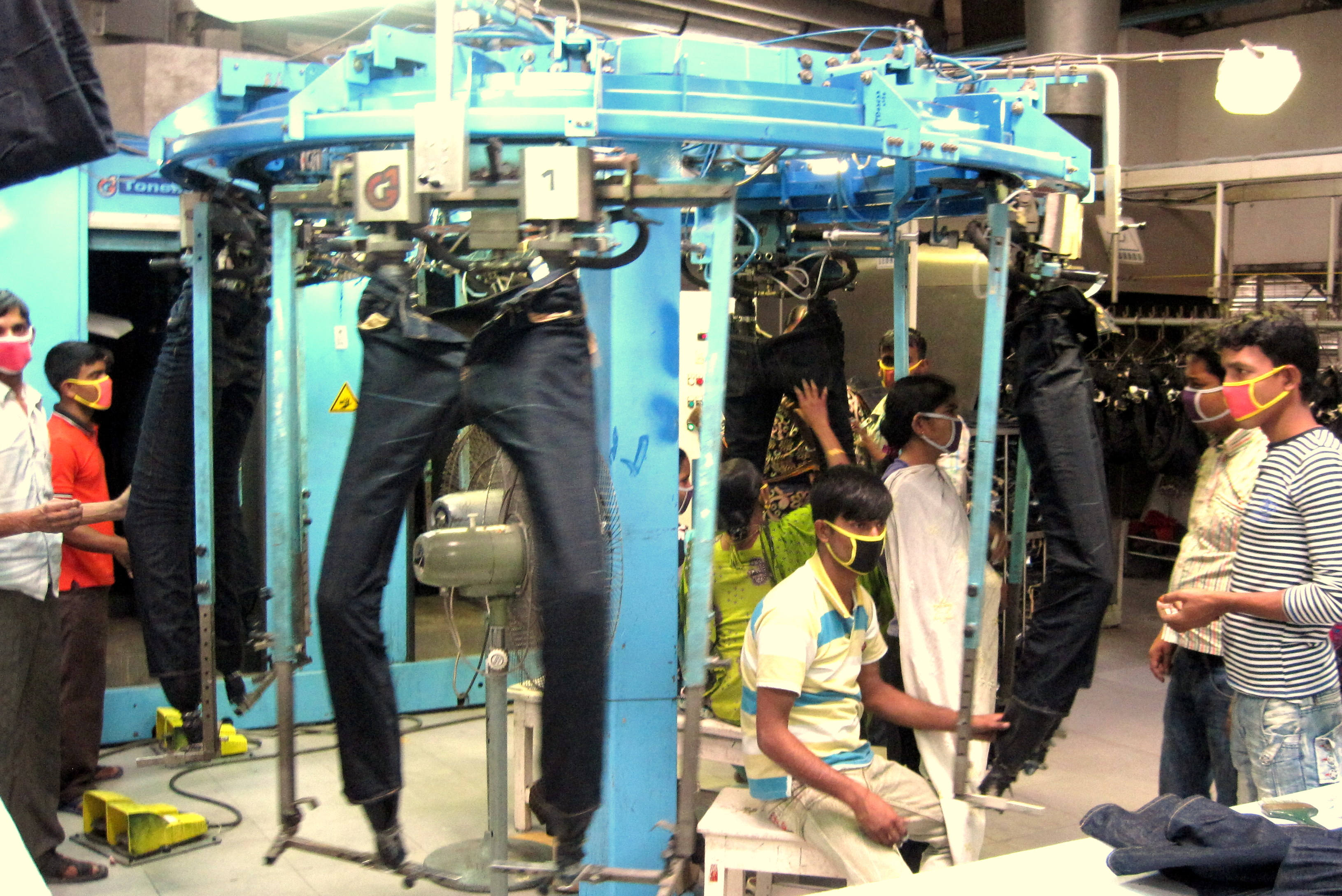
Добавление 3D-элементов и складок, чтобы джинсы выглядели использованными
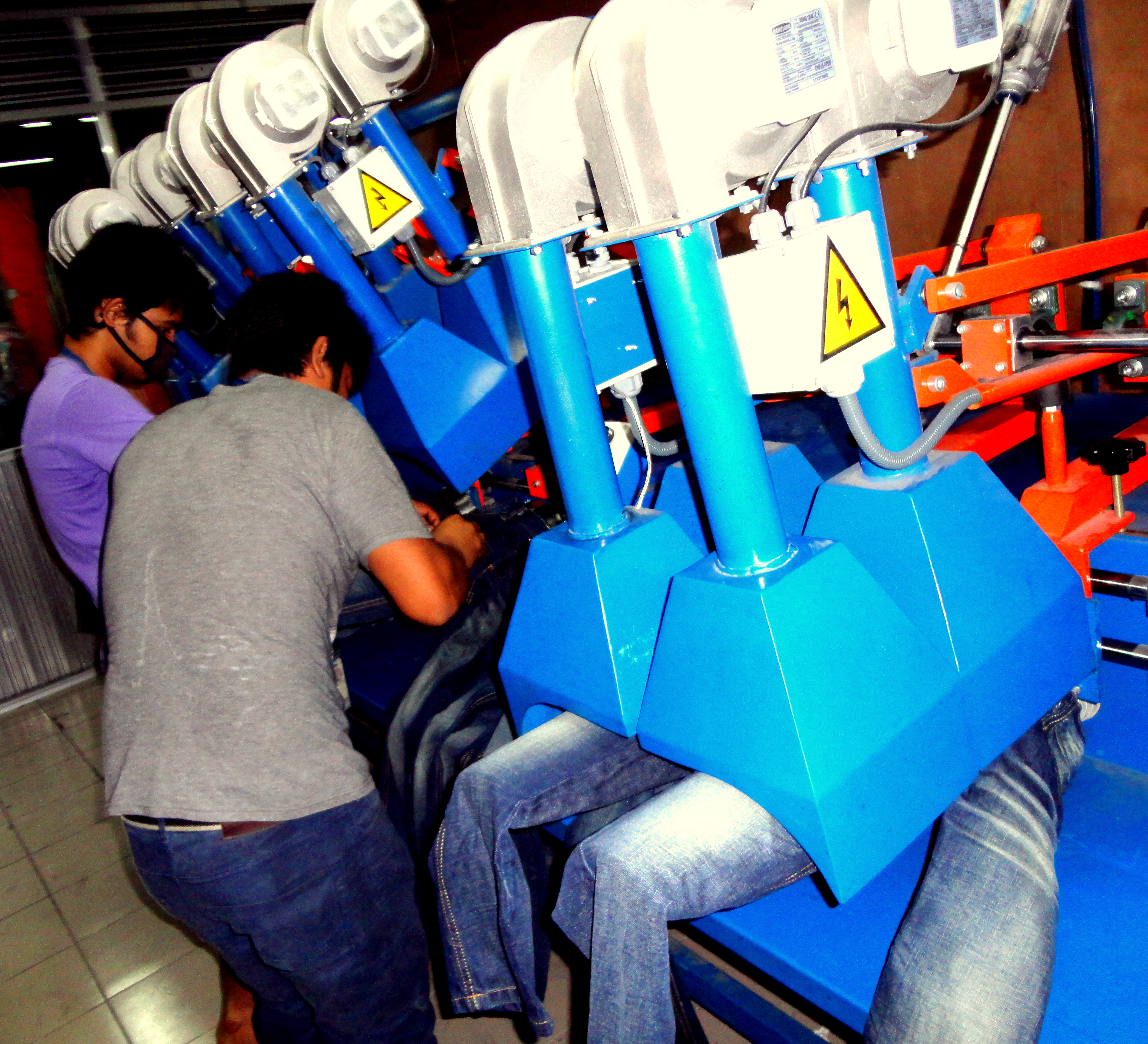
Применение постоянных складок
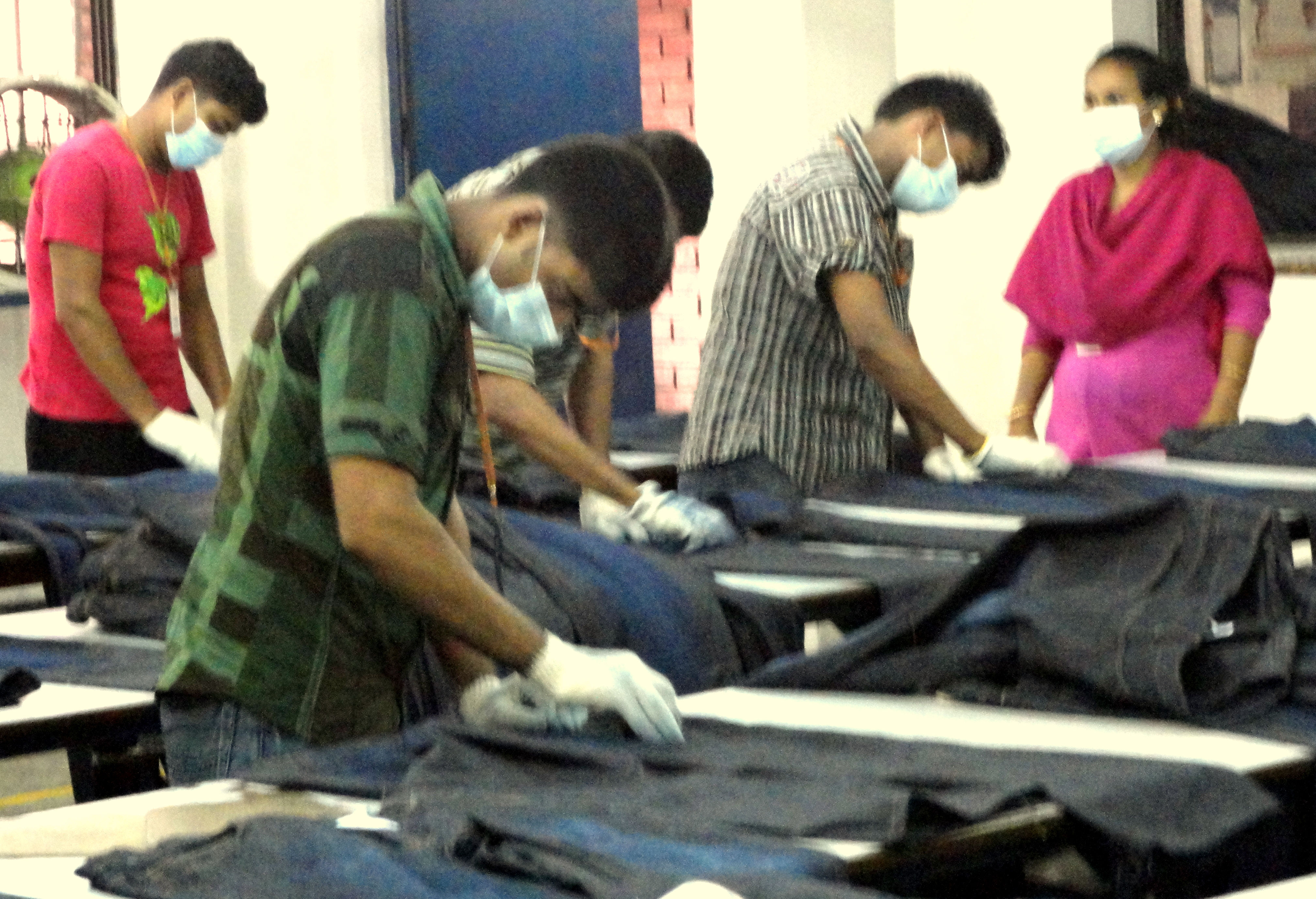
Ручная скребка джинсов
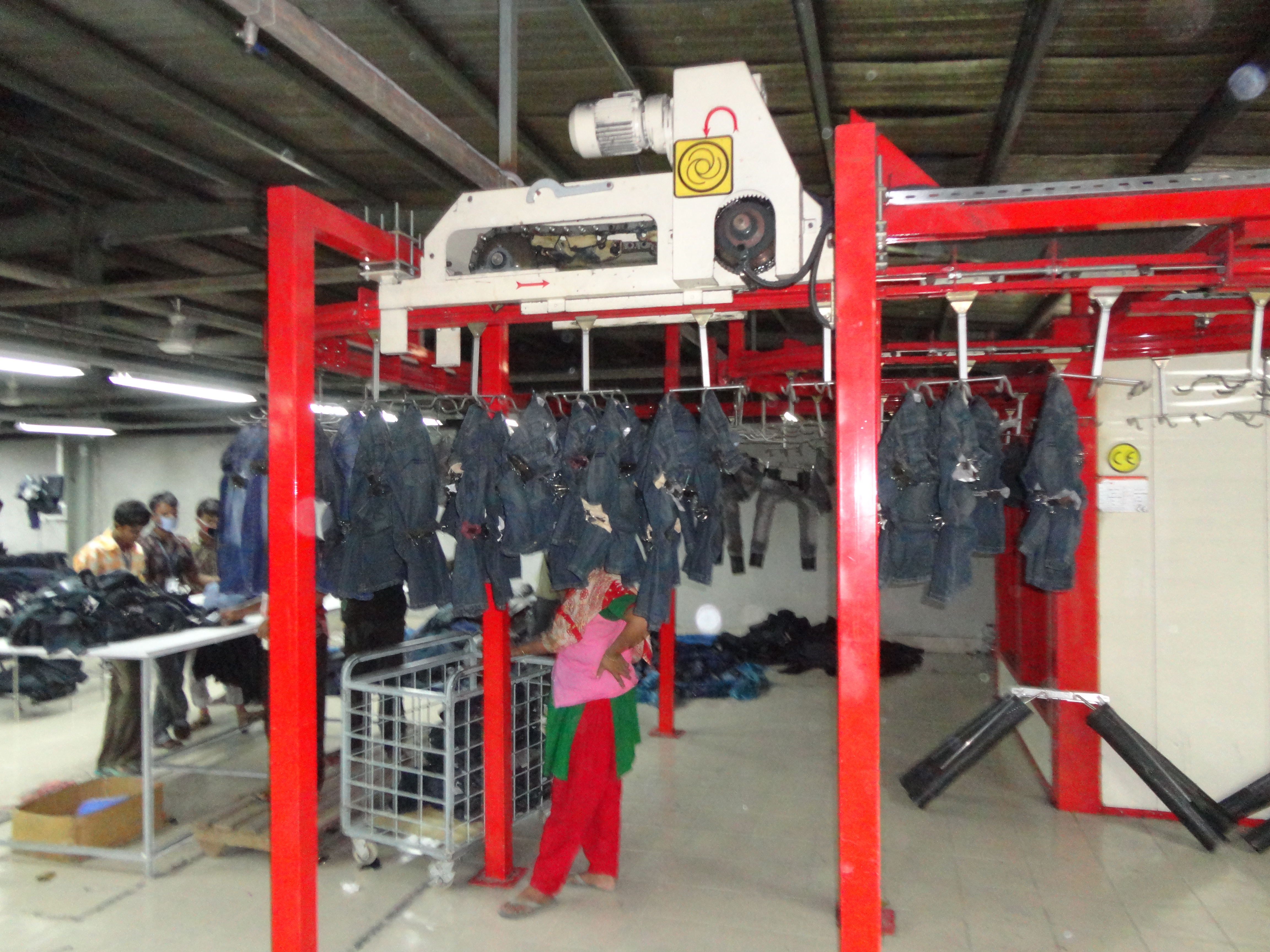
Выдержка
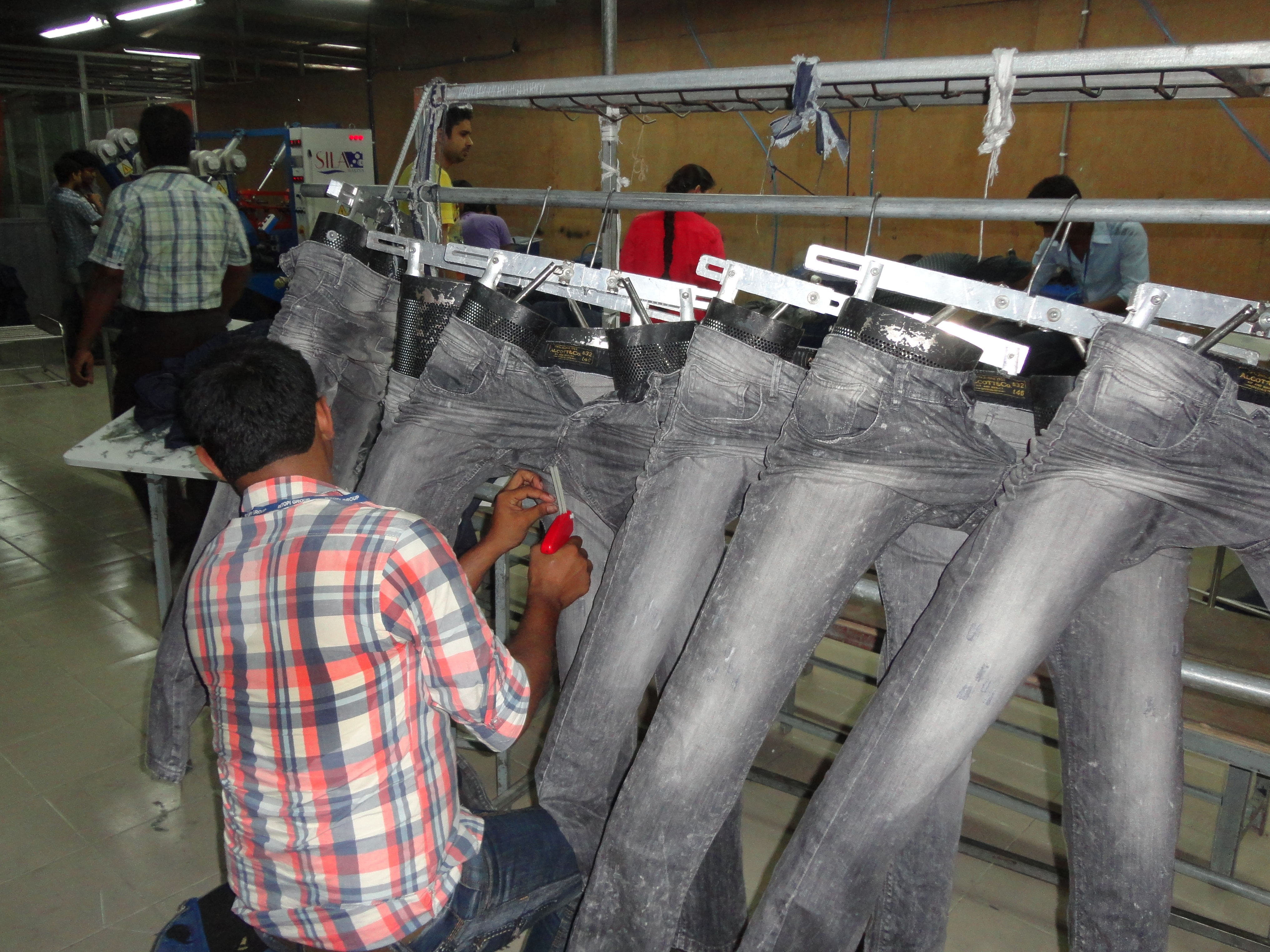
Укладка (добавляет прочность в области с высоким напряжением)
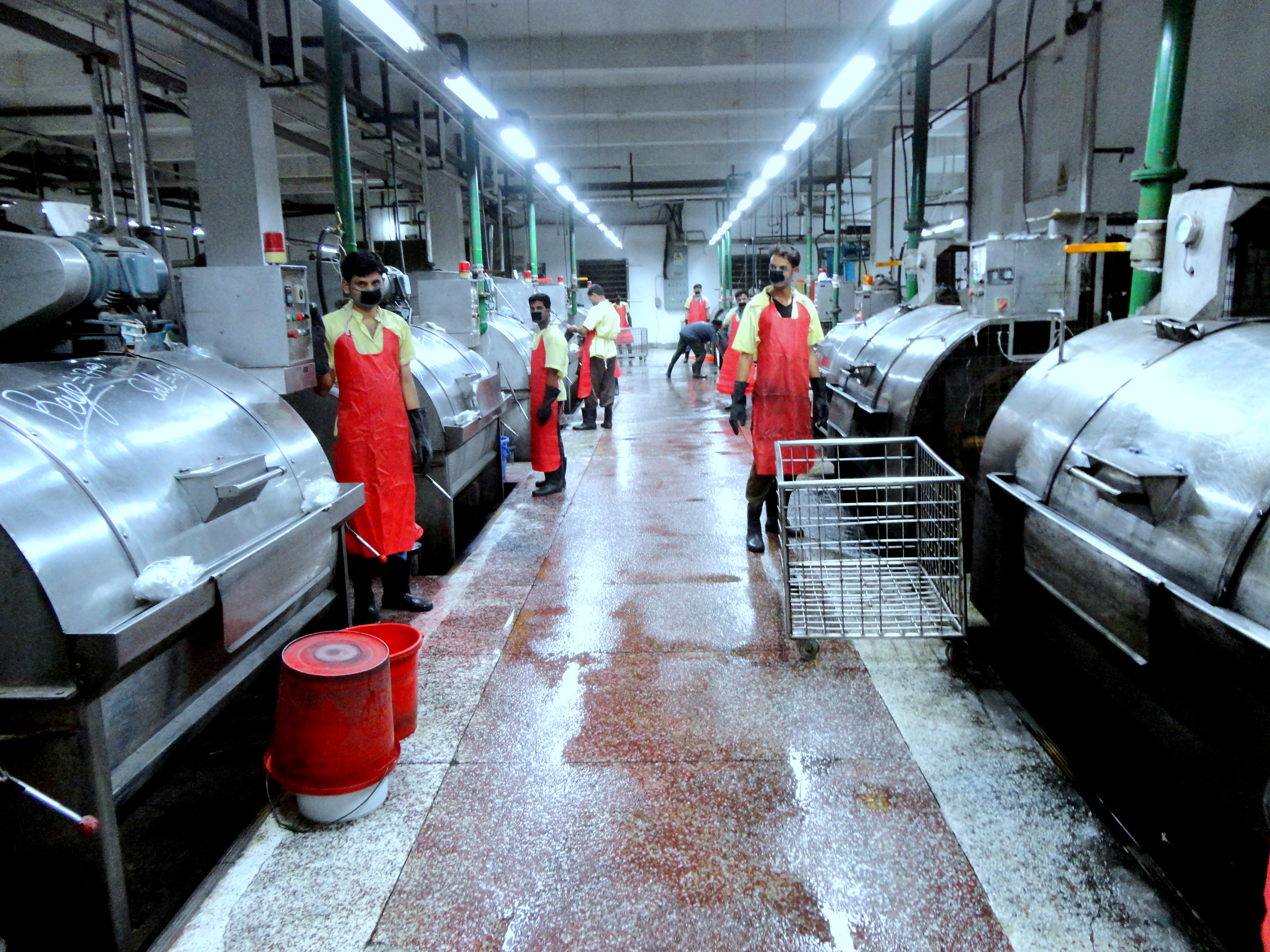
Мытьё
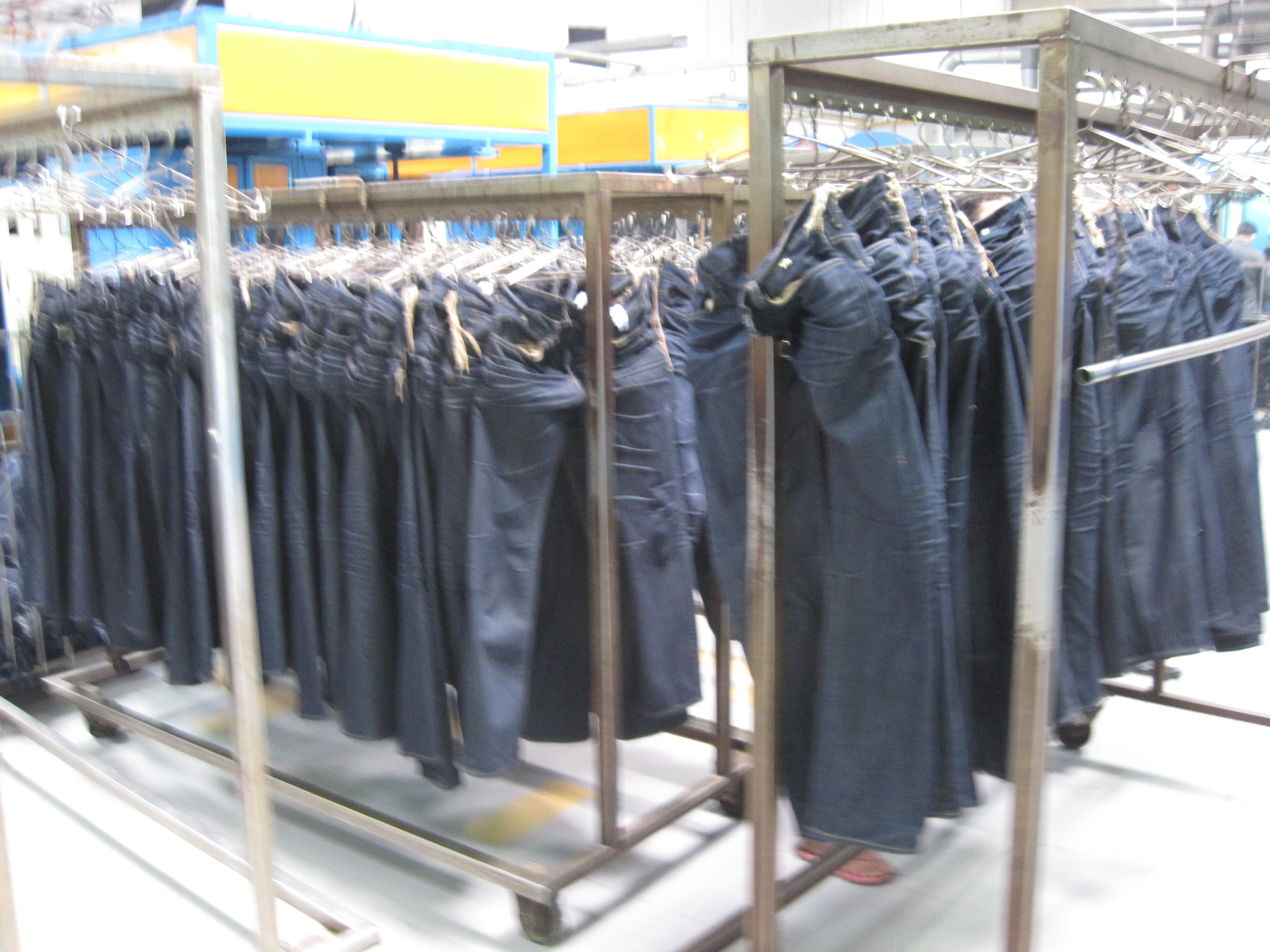
Стирка и сушка
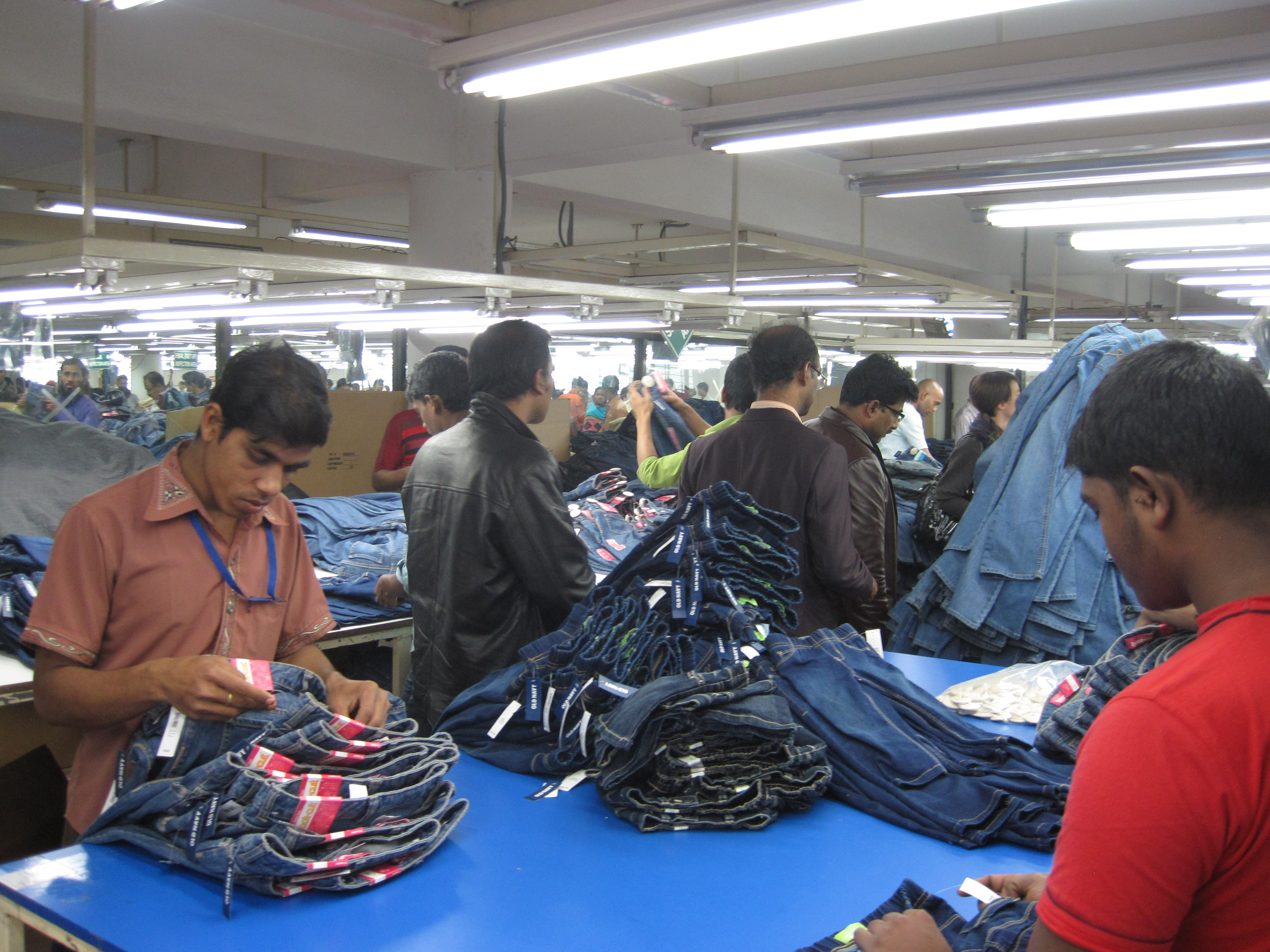
Заключительные шаги по подготовке джинсов для рынка
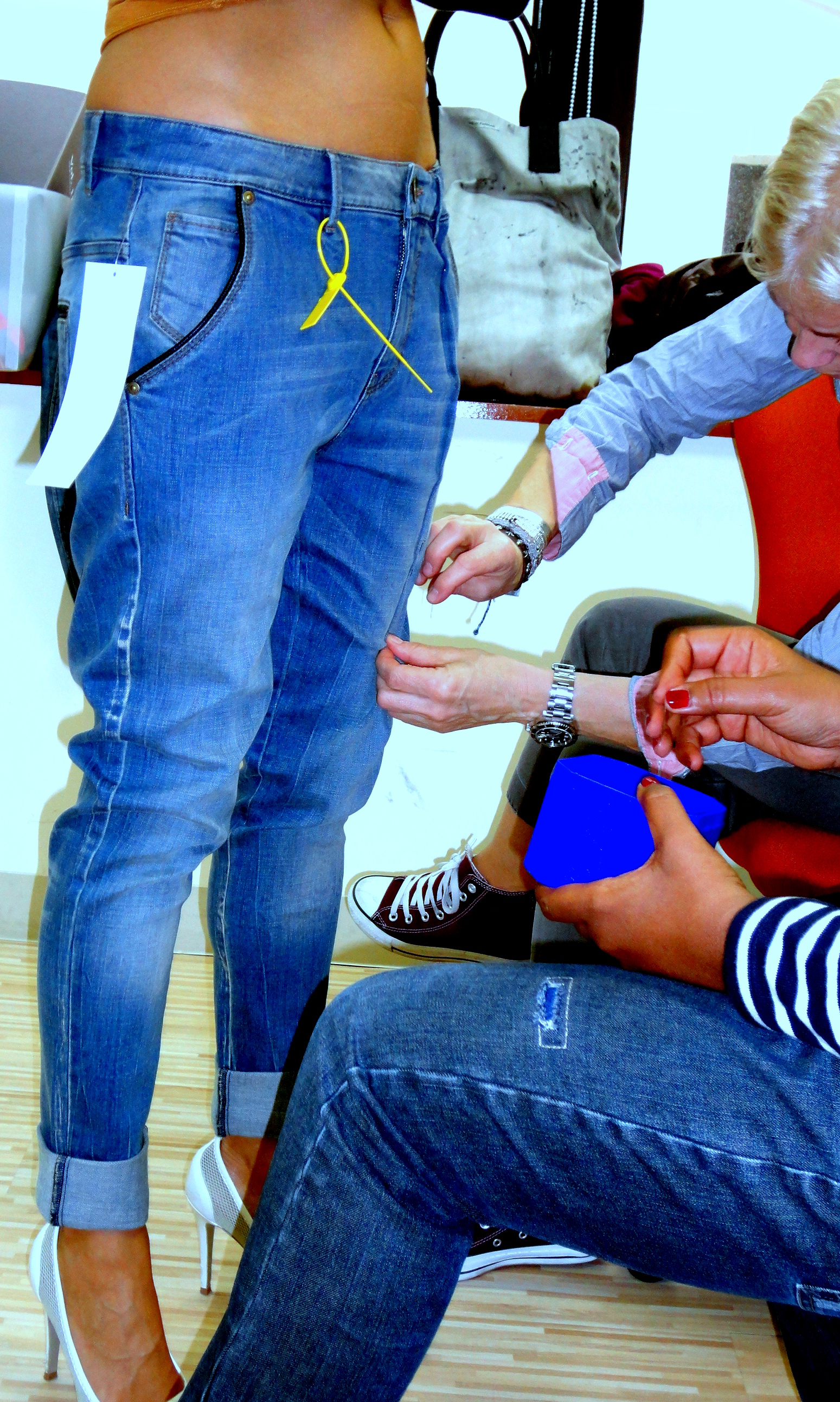
Проверка соответствия на живой модели
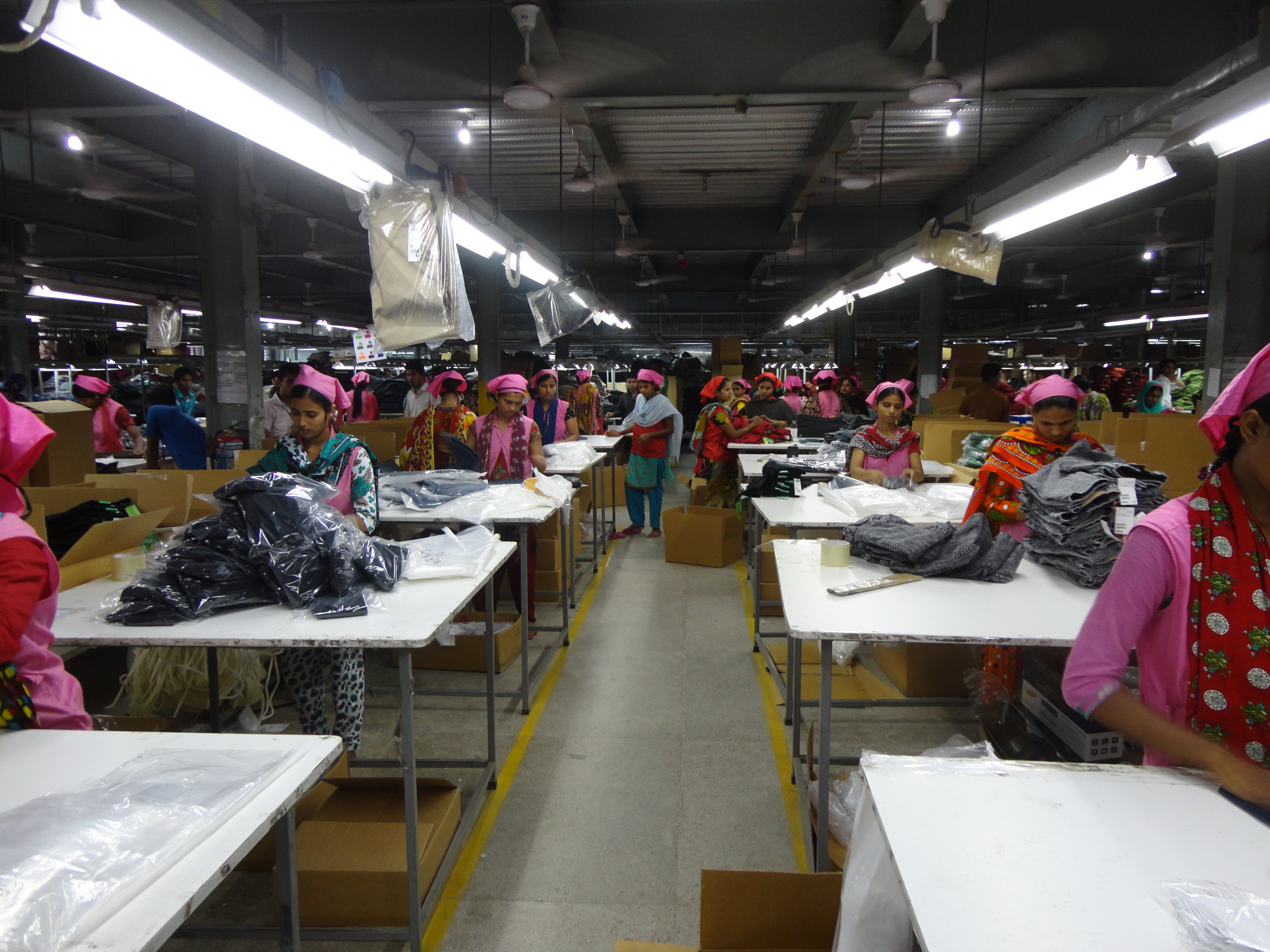
Проверка качества
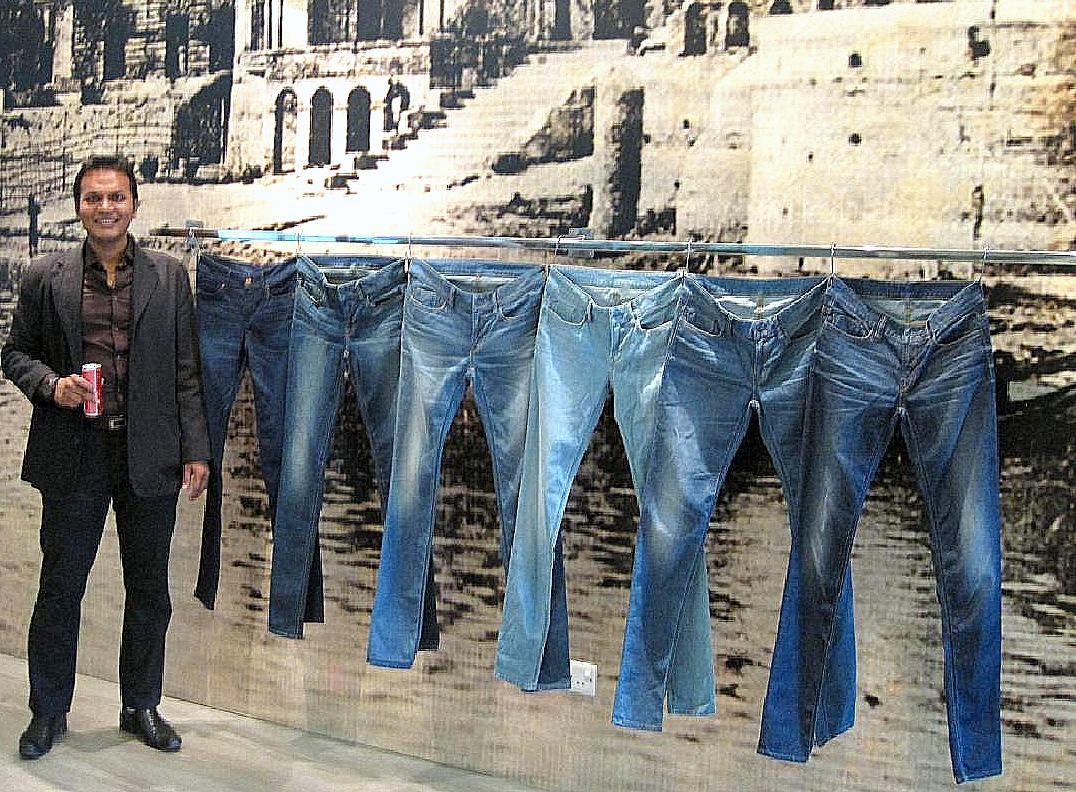
Готовые джинсы в салоне